# Miro Cerar
Miroslav "Miro" Cerar, född 25 augusti 1963 i Ljubljana, är en slovensk advokat och politiker som är Sloveniens premiärminister från den 18 september 2014 och fram till 13 september 2018 då han efterträddes av Marjan Šarec.